# Algirdas Jonas Klimaitis
Algirdas Jonas Klimaitis (Kaunas, 1910 – Amburgo, 29 agosto 1988) è stato un militare lituano.

## Biografia
Leader dei collaborazionisti lituani della Germania nazista durante la seconda guerra mondiale, nel 1941, nell'ambito dell'Operazione Barbarossa, organizzò un'unità militare di circa 600 uomini, non legata al Governo Provvisorio Lituano. Si distinse per l'impegno nei combattimenti contro l'Armata Rossa per il controllo di Kaunas. La sera del 23 giugno la maggior parte della città era nelle mani degli insorti.
Successivamente si rese protagonista della persecuzione nei confronti degli ebrei. Nei giorni 25 giugno e 26 giugno 1941, con la sua formazione paramilitare organizzò un pogrom a Kaunas dove morirono 1500 persone. Il pogrom si protrasse fino al 28 giugno. Al termine le vittime furono 3800. Gli uomini dei Klimaitis distrussero anche diverse sinagoghe e circa sessanta case di ebrei. 
Dopo la guerra, si rifugiò ad Amburgo, in Germania, dove morì nel 1988.